# Idaea nitidata
Idaea nitidata är en fjärilsart som beskrevs av Herrich-Schäffer 1861. Idaea nitidata ingår i släktet Idaea och familjen mätare. Inga underarter finns listade i Catalogue of Life.